# Bartramia subithyphylla
Bartramia subithyphylla är en bladmossart som beskrevs av Bescherelle 1872. Bartramia subithyphylla ingår i släktet äppelmossor, och familjen Bartramiaceae. Inga underarter finns listade i Catalogue of Life.